# 道格拉斯·克羅克福特
道格拉斯·克羅克福特（英語：Douglas Crockford）是美國程式設計師和企业家，知名于对網頁程式語言JavaScript推进和改良；且為輕量級資料交換格式「JSON」的創建者。他还是众多JavaScript语言开发工具的创造者，例如JSLint和JSMin。近段时间，他在PayPal担任JavaScript语言高级顾问，当然他也是JavaScript、JSON以及web技术的布道者，在这些方面出版发行了很多知名的书籍及演讲。

## 經歷
在青年期間道格拉斯於舊金山州立大學主修電視影音與廣播方面的技術，而1975年道格拉斯便曾在大學校園裡的電腦實驗室學習Fortran程式語言。
1980年道格拉斯開始在雅達利公司推出的8位元個人電腦上嘗試製作電子遊戲，之後曾編寫出冒險遊戲《加拉哈德與聖杯》（Galahad and the Holy Grail）；而道格拉斯也獲得在雅達利公司就職的機會。不久因雅達利公司面臨營運結束的處境，道格拉斯也改到美國國家半導體工作。
之後道格拉斯從美國國家半導體離開至盧卡斯影業任職，當時曾為旗下遊戲公司盧卡斯影業遊戲所出品的冒險遊戲《瘋狂大樓》；做移植至任天堂遊戲機FC平台的改版。
而1994年道格拉斯選擇與盧卡斯影業遊戲的同事藍迪·法曼（Randy Farmer）及契波·曼尼史塔（Chip Morningstar）合力創建Electric Communities公司，並開始投入由馬克·S·米勒創建的程式語言「E語言」之開發事務。在2001年道格拉斯則另成立了State Software（之後的Veil Networks）公司。
在自成立的State Software期間裡道格拉斯構思出一種可取代XML的輕量級資料交換格式「JSON」，並在2002年註冊名為「json.org」域名、將所構思的JSON概念放置此域名的網站上。後續JSON在2006年則被歸納在徵求修正意見書RFC清單下列為4627的編號。
道格拉斯除持續投入在JavaScript的開發領域外，並有協助如雅虎UI庫等JavaScript函式庫方面的技術支援；以及為網際網路第三方支付服務商PayPal下擔任資深JavaScript建構師。

## 個人著書

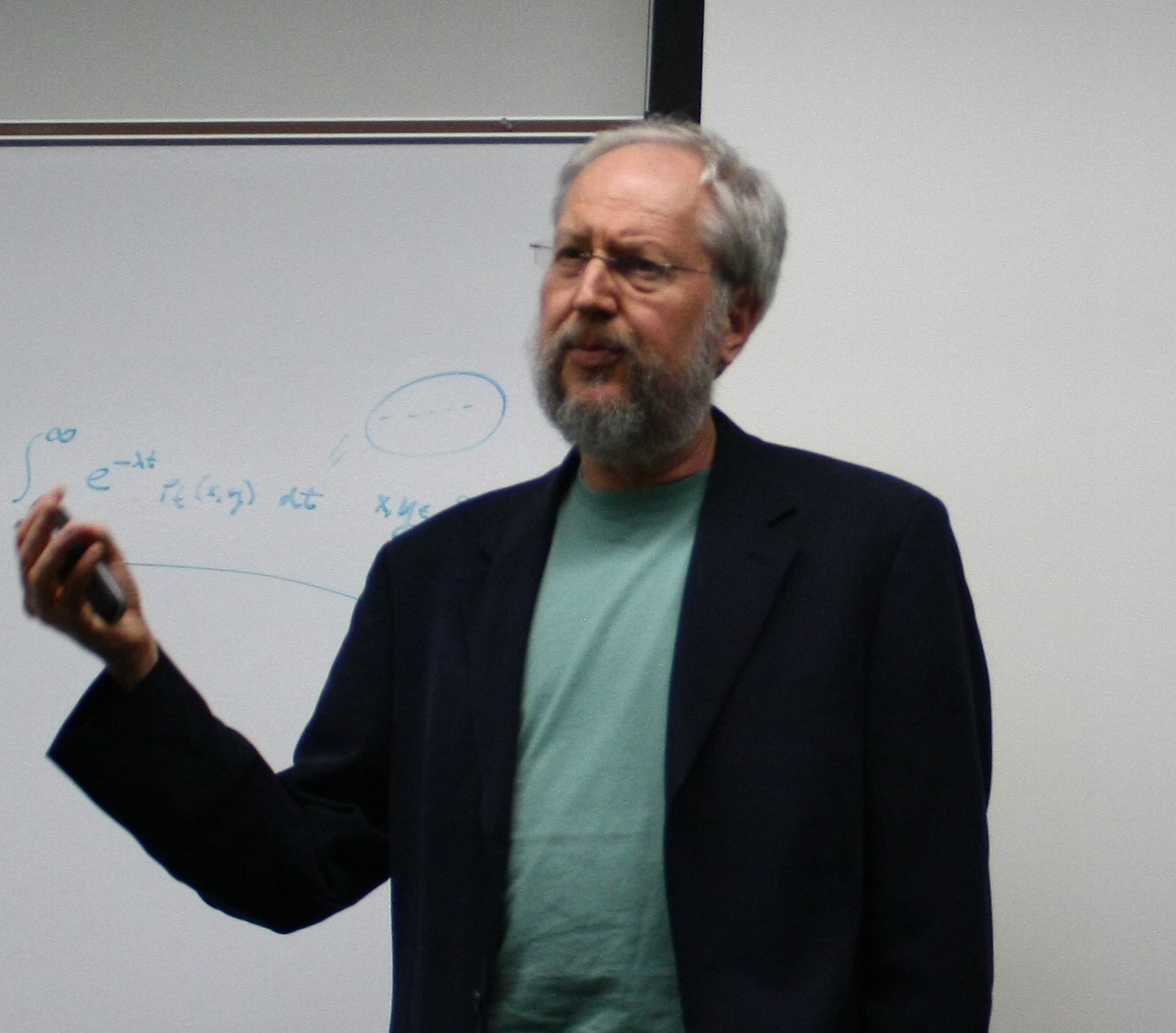
道格拉斯·克羅克福特於2010年3月期間在喬治亞理工學院裡演講。

- Javascript：優良部分（JavaScript: The Good Parts，2008年）ISBN 978-0-596-51774-8

## 外部連結
- 道格拉斯·克羅克福特的個人官方網站 （页面存档备份，存于）（英文）